# Carl Wallström
Carl Gustaf Wallström, född 14 september 1831 på Ström, Hjärtums socken, Göteborgs och Bohus län, död 13 februari 1904 i Trollhättan, var en svensk civilingenjör, mekanikus, målare och tecknare.
Han var son till arbetschefen vid Trollhätte kanal direktör Peter Wallström och Anna Elisabeth Andersson. Efter avslutad skolgång i Vänersborg var han elev vid Strömsholms kanal 1848–1849 och 1850 var han elev vid Söder sluss i Stockholm. Samma år antogs han som elev vid Teknologiska institutet i Stockholm, varifrån han utexaminerades som civilingenjör 1852. Därefter arbetade han som materialförvaltare vid Trollhätte kanal-bolaget 1852–1855 och som nivellör och ingenjör vid Västra stambanan 1855–1858. Han var slussbyggmästare vid Nya Trollhätte kanal-bolag 1857–1866 där han 1866 befordrades till bolagets mekanikus. Han kvarstod i bolagets tjänst fram till 1902. 
Som konstnär var Wallström autodidakt; han började teckna tidigt i sina barnår men det var först vid studierna i Stockholm som han kom i kontakt med skapande konst. Som tecknare blev han starkt påverkad av Düsseldorfskolan med dess bildideal och strikt detaljåtergivning. Han påverkades även av det svenska och franska realistiska och färgromantiska måleriet och var tidvis inspirerad av impressionismen. I sin egen konstutövning försökte han efterlikna August Hagborg, Alfred Wahlberg och Victor von Gegerfelt och han betraktade sitt måleri som en bisyssla vid sidan av sina krävande arbetsuppgifter. Han genomförde några studieresor till bland annat Tyskland, Österrike och Schweiz där han förutom konst även studerade tekniska lösningar inom sitt arbetsfält. Det var främst de måleriska effekterna som tjusade honom men på grund av hans ordinarie arbete blev hans produktion av ringa omfattning och majoriteten av hans verk hamnade i stället hos familj, släkt och vänner. Han medverkade i Bohusläns konstförenings utställningar på 1870- och 1880-talet samt i konstutställningar i Göteborg 1886, 1891 och 1896. En minnesutställning med hans konst visades i Trollhättan 1949 och vid utställningen Trollhättan i konsten 1967. En utställning med de fyra Trollhätteprofilerna Ida Mellgren, Annie Wallén, Oscar Olsson (Trollhätteglass) och Wallström visades på Trollhättans konsthall 2016.  På Trollhättans museum finns det Wallströmska minnesrummet. Hans konst består av marinmåleri landskapsskildringar utförda i olja. Wallström är representerad vid bland annat Vänersborgs museum.